# Stara Błotnica
Stara Błotnica is een dorp in het Poolse woiwodschap Mazovië, in het district Białobrzeski. De plaats maakt deel uit van de gemeente Stara Błotnica.